# Візантійсько-генуезька війна (1348—1349)
Візантійсько-генуезька війна 1348—1349 років — війна між Візантійською імперією і Генуезькою республікою, що велась за контроль над Чорноморськими протоками і митними зборами за прохід через Босфор. Візантійці намагалися подолати свою залежність у постачанні продуктів та морській торгівлі від генуезьких купців Галати, а також відновити власний морський флот. Однак їхній новозбудований флот був знищений або захоплений генуезцями і візантійці були змушені укласти мирну угоду, яка, фактично, зберігала статус-кво, що існував перед війною.

## Передумови
Генуезці утримували колонію Галата, передмістя Константинополя, що розташовувалось на протилежному березі затоки Золотий Ріг, згідно з Німфейським договором 1261 року. Ця угода встановила торгові відносини між двома державами та надала Генуї широкі привілеї в межах імперії, включаючи право збирати митні збори в Галаті. Візантійська імперія все ще переживала наслідки спустошливої громадянської війни 1341—1347 років, і ці поступки ускладнили відновлення. Константинополь збирав лише тринадцять відсотків усіх митних зборів із суден, що проходили через Босфор, лише 30 000 гіперпір на рік, а решта надходила до Генуї.
Однак імперія не була в змозі кинути виклик генуезцям на морі. Візантійський флот, помітна сила в Егейському морі під час правління Андроніка III Палеолога, був повністю знищений під час громадянської війни. Фракія, головне володіння імперії, окрім Морейського деспотату, все ще відновлювалася після знищення турецьких найманців-грабіжників під час громадянської війни. Візантійська торгівля була зруйнована, і в імперії було небагато інших фінансових резервів, крім мит і тарифів з Босфору.

## Конфлікт

Карта візантійського Константинополя з Галатою в центрі вгорі.

Щоб відновити контроль над митними зборами, імператор Іоанн VI Кантакузин підготувався до зниження константинопольських мит і більшості тарифів, щоб підірвати генуезьку торгову монополію у Галаті. Зіткнувшись із порожньою скарбницею після громадянської війни 1341—1347 рр., імператор був змушений залучити 50 000 гіперпір у вигляді приватних позик, щоб в очікуванні майбутнього конфлікту швидко збудувати флот. Коли тарифи та митні збори були нарешті знижені, торгове судноплавство, що йшло через протоку, почало оминати генуезьку Галату й перенаправило кораблі через Золотий Ріг до візантійського Константинополя.
Генуезці, відчувши небезпеку, зайняли височину над Галатою і збудували там оборонні укріплення,  порушуючи тим самим умови договору з Візантією. В серпні 1348 року генуезці оголосили війну і флотилія їх кораблів перетнула затоку Золотий ріг та атакувала візантійський флот. Незважаючи на проведені масштабні роботи по його відновленню, до початку 1349 року візантійський флот був повністю знищений. Візантійці у відповідь спалили генуезькі причали та прибережні склади в Галаті, а також обстріляли генуезьку колонію з катапульт камінням та підпалиними тюками з сіном, що призвело до пожеж в більшій частині генуезького поселення. Після кількох тижнів боїв прибули уповноважені представники Генуї та домовилися про мирну угоду. Генуезці погодилися виплатити воєнну контрибуцію в розмірі 100 000 гіперпір і звільнити території навколо Галати, які вони незаконно окупували перед війною. Крім того, генуезцями була надана обіцянка ніколи більше не нападати на Константинополь. Натомість візантійці формально нічим не поступалися, але генуезький контроль над протоками і генуезькі митні збори, які й стали головною причиною війни залишалися в силі.

## Наслідки
Нездатність візантійців вигнати генуезців з Галати означала, що Візантія не зможе відновити свою морську могутність і відтоді будуть залежати щодо морської допомоги або від Генуї, або від Венеції. В 1350 року візантійці уклали союз з Венеційською республікою, яка в цьому році розпочала власну війну за чорноморські протоки з Генуєю. Однак, оскільки Галата залишалась неприступною, візантійці були змушені врегулювати конфлікт компромісним миром у травні 1352 року.